# عبد الباري الندوي
عبد الباري الندوي (1396 ه‍ـ / 1976 م) هو كاتب ومتصوف، من أهل الهند.
شغل منصب أستاذ الفلسفة الحديثة في الجامعة العثمانية. توفي يوم 27 محرم 1396 ه‍ـ. من آثاره: «بين التصوف والحياة» - تعريب محمد الرابع الندوي و«الدين والعلوم العقلية» - تعريب واضح رشيد الندوي.